# Primera División 1924 (AAm)
La Primera División 1924, organizzata dall'Asociación Amateurs de Football e disputata dal 6 aprile al 16 novembre, si concluse con la vittoria del San Lorenzo.

## Classifica finale[1]
| Pos. | Squadra                     | Pt | G  | V  | N | P  | GF | GS | DR  |
| ---- | --------------------------- | -- | -- | -- | - | -- | -- | -- | --- |
| 1.   | San Lorenzo                 | 39 | 23 | 18 | 3 | 2  | 48 | 15 | +33 |
| 2.   | Gimnasia y Esgrima La Plata | 37 | 23 | 15 | 7 | 1  | 39 | 9  | +30 |
| 3.   | Independiente               | 36 | 23 | 16 | 4 | 3  | 47 | 9  | +38 |
| 3.   | Platense                    | 36 | 23 | 14 | 8 | 1  | 30 | 6  | +24 |
| 5.   | River Plate                 | 31 | 23 | 13 | 5 | 5  | 30 | 20 | +10 |
| 6.   | Racing Club                 | 30 | 23 | 14 | 2 | 7  | 39 | 16 | +13 |
| 7.   | Tigre                       | 29 | 23 | 11 | 7 | 5  | 27 | 19 | +8  |
| 8.   | Sportivo Buenos Aires       | 28 | 23 | 10 | 8 | 5  | 35 | 28 | +7  |
| 9.   | San Isidro                  | 27 | 23 | 11 | 7 | 5  | 37 | 29 | +8  |
| 10.  | Estudiantes de La Plata     | 26 | 23 | 10 | 6 | 7  | 38 | 24 | +14 |
| 11.  | Defensores de Belgrano      | 25 | 23 | 8  | 9 | 6  | 32 | 26 | +6  |
| 12.  | Banfield                    | 23 | 23 | 8  | 7 | 8  | 27 | 28 | -1  |
| 13.  | Atlanta                     | 20 | 23 | 7  | 6 | 10 | 24 | 28 | -4  |
| 14.  | Sportivo Palermo            | 19 | 23 | 7  | 5 | 11 | 26 | 43 | -17 |
| 15.  | Barracas Central            | 18 | 23 | 6  | 6 | 11 | 21 | 30 | -9  |
| 15.  | Lanús                       | 18 | 23 | 6  | 6 | 11 | 18 | 36 | -18 |
| 17.  | Vélez Sarsfield             | 17 | 23 | 6  | 5 | 12 | 26 | 35 | -9  |
| 17.  | Sportivo Almagro            | 17 | 23 | 6  | 5 | 12 | 17 | 30 | -13 |
| 19.  | Estudiantil Porteño         | 15 | 23 | 4  | 7 | 12 | 16 | 37 | -21 |
| 20.  | Liberal Argentino           | 13 | 23 | 4  | 5 | 14 | 17 | 31 | -14 |
| 21.  | Argentino del Sud           | 12 | 23 | 6  | 2 | 15 | 23 | 35 | -12 |
| 21.  | Quilmes                     | 12 | 23 | 3  | 6 | 14 | 20 | 40 | -20 |
| 21.  | Ferro Carril Oeste          | 12 | 23 | 4  | 4 | 15 | 16 | 43 | -27 |
| 24.  | Estudiantes Buenos Aires    | 10 | 23 | 3  | 4 | 16 | 16 | 52 | -36 |

## Classifica marcatori[2]
| Gol |  |  | Giocatore         | Squadra               |
| --- |  |  | ----------------- | --------------------- |
| 15  |  |  | Ricardo Lucarelli | Sportivo Buenos Aires |
| 15  |  |  | Luis Ravaschino   | Independiente         |